# Carlo Dolci

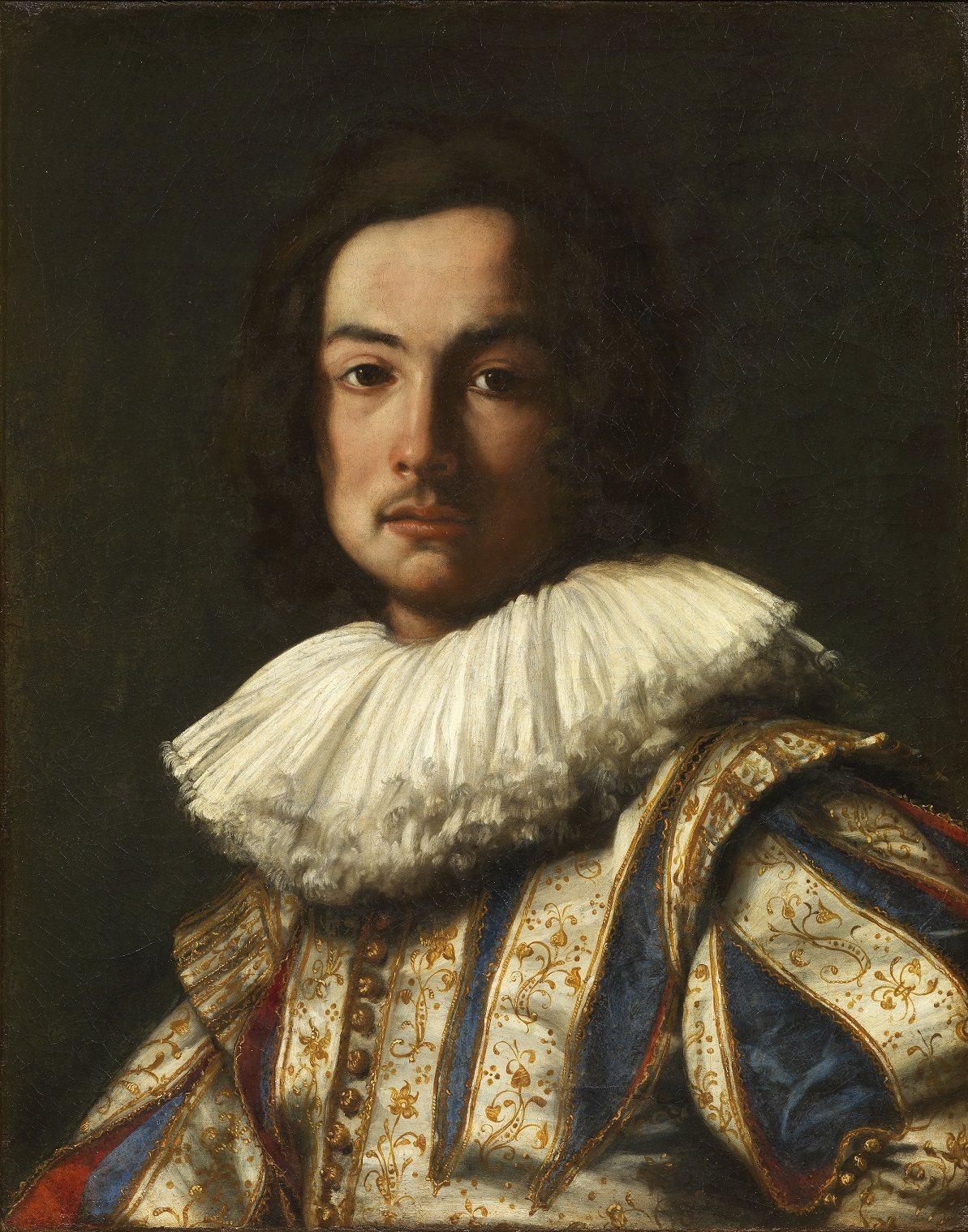
Carlo Dolci, Portret Stefano della Bella (1631), Florencja, Galleria Palatina

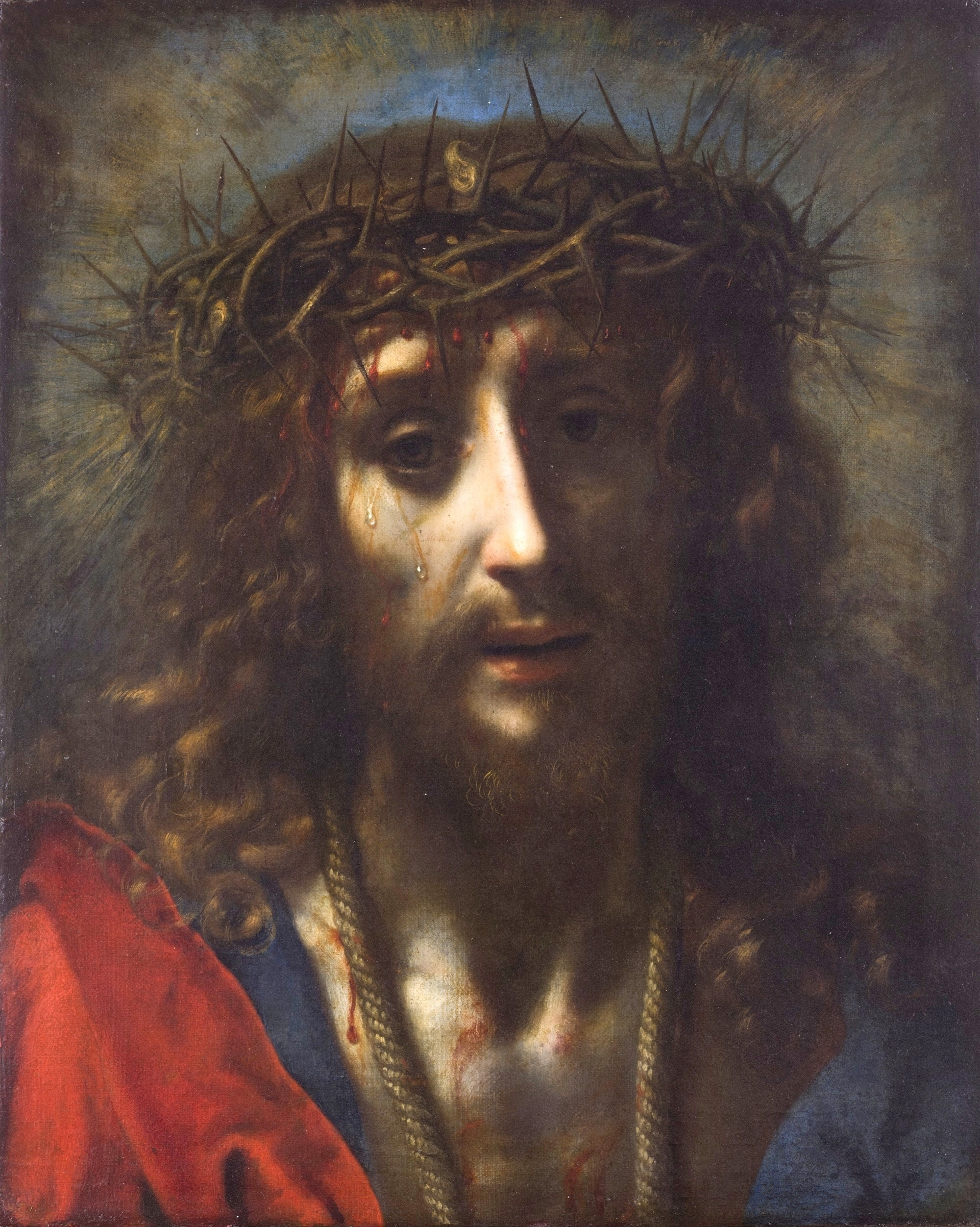
Carlo Dolci, Ecce Homo (ok. 1635), Tarnów, Muzeum Ziemi Tarnowskiej

Carlo Dolci (ur. 25 maja 1616 we Florencji, zm. 17 stycznia 1686 tamże) – włoski malarz okresu baroku.

## Życiorys
Działał głównie we Florencji. Początkowo pozostawał pod wpływem caravaggionizmu, następnie, od lat 40. malował niewielkie sentymentalne obrazy religijne. Był też wybitnym portrecistą.

## Wybrane obrazy
- Anioł Stróż (1675) – Prato, Museum of the Cathedral,
- Anioł Zwiastowania (1653-55) – Paryż, Luwr,
- Autoportret (1674) – Florencja, Uffizi,
- Córka Herodiady – Drezno, Gemaeldegalerie,
- Dzieciątko Jezus z bukietem kwiatów (1663) – Madryt, Muzeum Thyssen-Bornemisza,
- Ecce Homo (ok. 1635) – Tarnów, Muzeum Ziemi Tarnowskiej,
- Kwiaty w wazonie (ok. 1662) – Florencja, Uffizi,
- Madonna z Dzieciątkiem (1675) – Florencja, Galleria Palatina,
- Pokłon Trzech Króli – Londyn, National Gallery,
- Portret Ainolfo de Bardi – Florencja, Uffizi,
- Portret Stefano della Bella (1631) – Florencja, Galleria Palatina,
- Salome z głową Jana Chrzciciela (1665-70) – Windsor, Royal Collection,
- Św. Cecylia (1670) – St. Petersburg, Ermitaż,
- Św. Cecylia przy organach (1671) – Drezno, Gemaeldegalerie,
- Św. Jan Ewangelista – Berlin, Gemäldegalerie,
- Św. Maria Magdalena (1644-46) – St. Petersburg, Ermitaż,
- Św. Maria Magdalena (1660-70) – Florencja, Galleria Palatina,
- Św. Paweł Pustelnik (przed 1648) – Warszawa, Muzeum Narodowe.